# 以太 (伊利諾伊州)
以太（英語：Etherly）是位於美國伊利諾伊州諾克斯縣的一個鬼鎮。由於此地已於20世紀早期被荒廢，本地已無人居住。

## 地理
以太的座標為40°59′36″N 90°05′09″W / 40.99333°N 90.08583°W，而該地的平均海拔高度為243米（即797英尺）。